# Patern z Vannes
Patern z Vannes, również Padarn, łac. Paternus (ur. w V wieku, zm. 15 kwietnia ok. 510) – zakonnik, pierwszy biskup Vannes, święty Kościoła katolickiego.

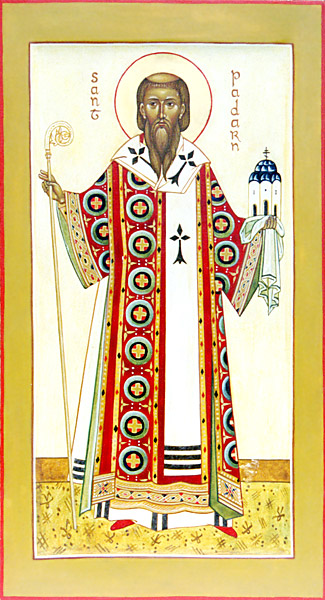
Św. Patern z Vannes (Prawosławny kościół św. Anny w Vannes).

Według jego Vita pochodził ze znamienitej gallorzymskiej i pobożnej rodziny, która wyemigrowała do prowincji rzymskiej Brytanii. Po jego narodzinach ojciec Petran udał się do Irlandii poświęcając swe życie służbie Bogu, matka Guean została służebnicą Chrystusa. Patern miał być mnichem i założycielem kilku klasztorów, m.in.  Lhan-Padern-Vaur (Church of the Great Paternus) w Hrabstwie Ceredigion w Walii, którego został opatem.  Uważany jest za jednego z siedmiu świętych założycieli Bretanii, którzy udali się do Europy z pielgrzymką (fr.) Tro Breizh (bret. Tour de Bretagne ). 
Sakrę otrzymał w czasie podróży do Jerozolimy, a opactwo mu podległe zostało stolicą diecezji. Według oficjum diecezjalnego z 1660 roku, na stolicę biskupią Vannes powołany został w 465 roku przez biskupa Tours (461-491) św. Perpetusa w czasie trwania zwołanego tam synodu na żądanie mieszkańców Vannes.
Jest patronem diecezji Vannes.
Jego wspomnienie liturgiczne obchodzone jest w dzienną pamiątkę śmierci (15 kwietnia) lub lokalnie 21 maja w dzień pamięci przeniesienia relikwii.
Nie należy go mylić z innym świętym Paternusem (zm. ok. 564) biskupem Avranches, urodzonym w Poitiers i wspominanym 16 kwietnia.